# Touba Wuli
Touba Wuli är en ort i Gambia. Den ligger i regionen Upper River, i den östra delen av landet, 250 km öster om huvudstaden Banjul. Antalet invånare var 605 vid folkräkningen 2013.